# José Mir Félix
José Mir Félix (nascut el 8 d'abril de 1917 en Museros, País Valencià, i mort el 24 de febrer de 1973 en Al-Aaiun, Sàhara Occidental), va ser un compositor i director, deixeble de Manuel Palau, que va estar al capdavant de les bandes de música de Albuixec, Casas Ibáñez, Ontinyent i Alberic i en 1951 va aprovar les oposicions a músic director de banda militar, professió que li va portar primer a La Corunya i des de 1967 fins al final de la seua vida a Al-Aaiun.

## Ressenya biogràfica
Com afirma Sonia Beltrán, José Mir Félix «és un compositor pràcticament desconegut en la seua terra», a causa de raons com el desenvolupament de la seua carrera professional lluny de la Comunitat Valenciana, les seues dificultats familiars fins a convertir-se en músic professional i la seua prematura mort.
José Mir procedeix d'una modesta família d'agricultors de Museros, població pròxima a València de la comarca de la Horta Nord. Va mostrar aviat interés per la música i els seus pares ho van apuntar a la banda local, on es va iniciar com clarinetista. Animat per la seua mare, va començar a prendre classes particulars de solfeig i piano en Foios i en 1931 es va matricular en el Conservatori de València, encara que com a alumne no oficial, per no poder costejar-se els desplaçaments a la capital.
En 1936, a causa de la guerra civil, José Mir va haver d'interrompre els seus estudis i en 1938 va ser cridat a files, però degut a la seua nul·la formació militar es va convertir en director de la banda militar de la Creu Roja amb el grau d'alferes. En acabar la guerra va reprendre els seus estudis i es va graduar en 1942.
La seua trajectòria com a director de bandes civils es va iniciar en 1941 en la banda de Albuixec, en la qual va romandre més de deu anys. L'abril del 1943, un article en la revista Ritmo, signat per Juan B. Tomás, parla de l'escola valenciana de composició i cita a tres joves promeses: Miquel Asins Arbó, José Báguena Soler i José Mir Félix. A partir d'eixe moment i fins a 1944 Mir va col·laborar amb Ritmo com a autor d'algunes cròniques locals. Entre 1944 i 1946 també va ser director de la banda de Casas Ibáñez, amb la qual va obtindre el primer premi d'un certamen en Albacete.
Mir Félix pensava que podria guanyar-se la vida com a músic a València, amb l'ajuda potser del seu mestre Palau, però les oportunitats eren escasses i va decidir buscar una alternativa. Mentre preparava oposicions per a ingressar en l'exèrcit com a músic militar, en 1950 es va fer càrrec durant uns mesos de la banda de Ontinyent i es va casar amb Pepica Roig, amb qui es va instal·lar a Albuixec, la banda de la qual continuava dirigint. A més va accedir a la direcció de la banda de Alberic, en la qual va romandre fins a 1952.
Quan va aprovar les oposicions va obtindre el grau de Director Músic de l'Exèrcit i poc després va ser destinat al Regiment d'Infanteria Isabel la Catòlica, núm. 29, de La Corunya, amb el grau de tinent. En 1962 va ascendir a capità.
Després d'instal·lar-se a La Corunya amb la seua família, Mir va començar a col·laborar en l'activitat musical civil. En 1958 es va fer càrrec de la prestigiosa coral polifònica Follas Novas, que incluia un grup de ball i un grup d'instrumentistes tradicionals, i poc després d'arribar va dirigir un concert homenatge a Rosalía de Castro. En 1959 la coral va obtindre el premi en un concurs de masses corals gallegues celebrat a Lugo, i al maig de 1960 va oferir diversos concerts a Portugal, entre ells un a Lisboa. També va ser important la gira de l'agrupació per França, durant més de dues setmanes, en l'estiu de 1962, amb la participació en el Festival Folklòric de Confrolens com a principal fita. Al seu retorn, la coral va actuar a Sant Sebastià, Bilbao i Santander.
D'altra banda José Mir continuava la seua dedicació a la banda militar, i amb ella va participar en esdeveniments com la inauguració dels Campionats Nacionals Militars d'Atletisme (1963) i la clausura dels Campionats Internacionals Militars d'Atletisme a l'any següent. Per a aquesta última va reunir a més un cor militar de més de quatre-centes veus, que va interpretar «La cançó del soldat» del compositor valencià Josep Serrano i Simeón.
A fi de millorar l'economia familiar, José Mir va haver d'acceptar en 1965, amb algunes reticències, una ocupació com a pianista de música de ball en el teatre Colón i a l'Hotel Finisterre. També es va avindre a compondre música lleugera per a orquestina sota el pseudònim de Rachi. En eixa etapa va començar a sentir nostàlgia per la seua terra d'origen, i a més el seu pare va morir en 1966, la qual cosa li va causar una depressió. D'altra banda el clima fred i humit de Galícia no acabava d'asseure-li bé, així que cada vegada pensava més en el retorn a València. Per a accelerar el moment d'una jubilació anticipada i millorar els seus emoluents, va decidir demanar un trasllat al Terç Saharià Don Joan d'Àustria 3 de La Legió, a Al-Aaiun, destí colonial que oferia diversos incentinos professionals i econòmics als qui ho sol·licitaven. A l'agost de 1967 es va traslladar allí amb la seua família.
La salut de Mir va millorar amb el clima càlid i sec, però la vida cultural d'aquell lloc distava molt de la de La Corunya, i la qualitat de la banda era bastant inferior, la qual cosa va repercutir en el seu estat d'ànim. De manera sobtada, al febrer de 1973 es va sentir indisposat durant una desfilada i en acabar va ser víctima d'una angina de pit, a causa de la qual va morir.

## Formació i carrera musical
En 1934, quan estudiava com a alumne lliure del Conservatori de València, José Mir va conéixer al compositor i professor d'aquest centre Manuel Palau, que es va encarregar d'examinar-ho. En observar Palau la capacitat de l'alumne va decidir fer-li classes particulars sense cobrar, a canvi sol de pqueños treballs de Mir com a copista. Des d'eixe moment José Mir va passar a formar part del grup de deixebles destacats de Palau, entre els quals estaven també José María Gomar, MaríaTeresa Oller Benlloch i Antonio Chover. Segons María Teresa Oller, Mir tenia molta facilitat per a la música. En la seua opinió era el millor de tots ells i fins i tot un dels millors deixebles de Palau
El gruix de la seua producció pianística i les seues obres per a veu i piano daten sobretot del període 1935-36. En concloure els seus estudis Mir va obtindre un premi acadèmic per la seua obra per a piano Bocetos poemáticos, que apareixeria editada en 1952 per l'Institut Valencià de Musicologia, dependent de la Diputació de València, que dirigia Palau.
En la seua etapa com a estudiant, i per mediació del seu amic Gomar, José Mir també va fer amistat amb el futur periodista i poeta Vicent Andrés Estellés, un poc més jove. Els tres freqüentaven les activitats culturals organitzades per l'associació valencianista Lo Rat Penat, a més d'escoltar música. Andrés Estellés ha evocat els seus correries juvenils en algun article
En 1946, gràcies al seu expedient acadèmic, va aconseguir ser el primer pensionat per la Diputació Provincial de València per a estudiar composició a Madrid amb Conrado del Campo, però a causa de les dificultats econòmiques de la seua família va renunciar a marxar-se. Va presentar la seua Simfonia número 1 com a treball final de la beca.
Al llarg dels següents anys la seua producció és escassa, però en 1956, instal·lat a La Corunya, per iniciativa dels coreògrafs i professors de dansa Victoria Canedo i José Manuel Rey de Viana, i amb el patrocini de l'ajuntament de la ciutat, José Mir va compondre la música per a un ballet estrenat en el teatre Colón per l'orquestra simfònica de La Corunya amb el títol Fantasía en el bosque (1956). L'èxit de l'experiència va portar als participants a repetir-la en 1957. En els catàlegs de Mir l'obra apareix preferentment amb el títol de Belinda. En 1971 el compositor va fer una transcripció per a banda que va ser gravada en CD anys després (1994) per la Societat Musical L'Artística Manisense, sota la direcció de José Miguel Micó Castellano, per a la col·lecció Retrobem la nostra musica de la Diputació Provincial de València.
La relativa estabilitat i el reconeixement de què va gaudir a Galícia li van permetre també compondre música coral, destinada a la Coral Polifònica Cardes Noves, com «Alalá de Mondoñedo», per a cinc veus mixtes, «A Virxen de Chamorro», per a quatre veus mixtes i una harmonització de «Alalá de Noya», per a quatre veus mixtes, datades totes cap a 1960. A Al-Aaiun, a més del seu treball quotidià amb la banda, des del punt de vista de la creació musical la seua estada es va saldar amb la realització de diversos arranjaments i harmonitzacions que li sol·licitaven diversos col·legues militars, així com la composició d'himnes, una marxa i algun pasdoble, com el dedicat al seu fill José Ramón. A la seua filla Mercedes, coneguda en la família com a Xiruca, li va dedicar una muñeira (1966).

## Distincions
- Creu del Mèrit Militar (1969)
- Creu de San Hermenegildo (1972)